# Hébreux
Cette page contient des caractères spéciaux ou non latins. S’ils s’affichent mal (▯, ?, etc.), consultez la page d’aide Unicode.
Cet article concerne le peuple hébreu. Pour la langue hébraïque, voir Hébreu. Pour les autres sens possibles, voir hébreu (homonymie).
Cet article traite des emplois du terme Hébreux. Pour la présentation de l'histoire et de la culture des anciens Israélites, voir Israël antique.
Hébreux, du latin Hebraei, du grec ancien Ἑϐραῖοι (Hebraioi), lui-même issu de l'hébreu עברי (`ibri), est une désignation archaïsante des Israélites ou Judéens, une population du Proche-Orient ancien ayant vécu au sud du Levant dans les premiers siècles du Ier millénaire av. J.-C.
Provenant de la Bible hébraïque, l'origine du mot est incertaine, ouvrant à diverses étymologies et interprétations : il pourrait dériver du patriarche Eber, ancêtre d'Abraham, dérivé du verbe עבר (abar) évoquant la notion de « passage » ou encore emprunter à l'image des Apirou, une catégorie sociale vivant en marge des villes à l'âge du bronze dans l'aire syro-mésopotamienne et en Canaan.
Pendant la période gréco-romaine, le terme grec Ebraios devient le mot habituel pour parler des Juifs. Cet usage fait progressivement d'hébreu un synonyme pour « Israélites ».

## Dans la Bible

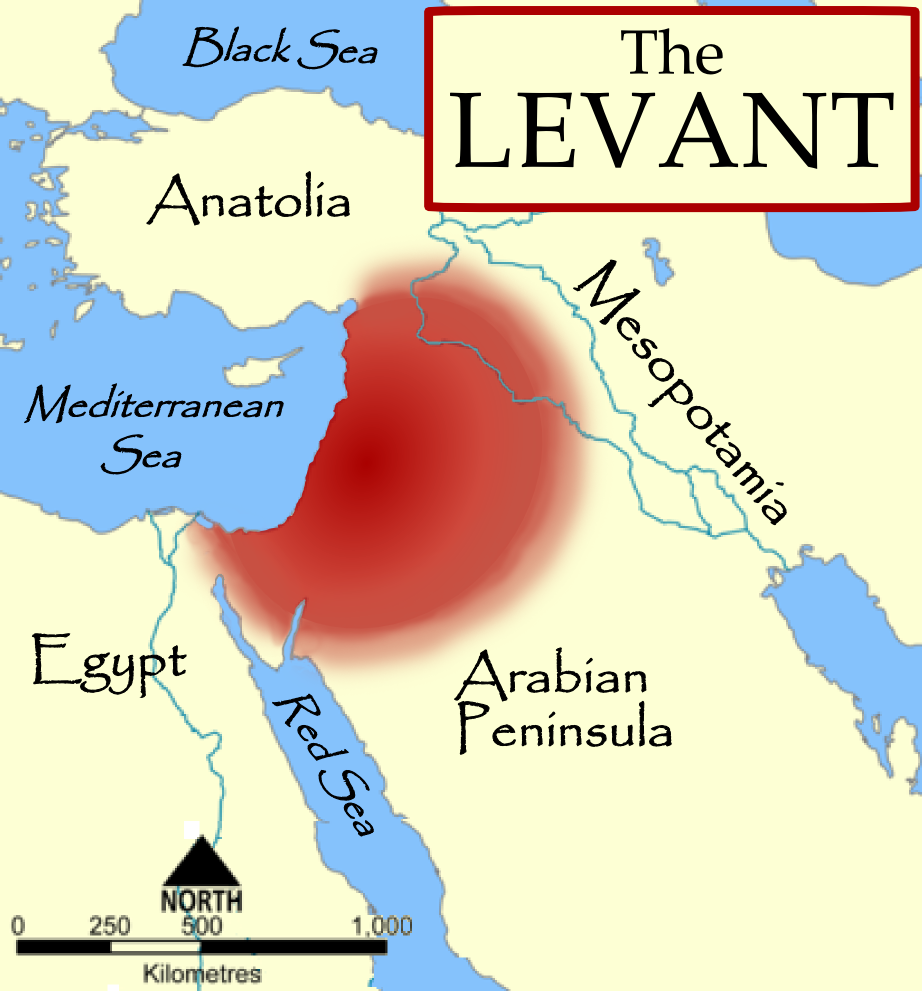
Le Levant, croissant fertile et cœur de l'espace où évoluaient les Hébreux antiques

L'usage du terme « hébreu » est relativement peu fréquent dans la Bible hébraïque, guère plus d'une vingtaine d'occurrences. On le trouve dans Genèse, Exode, Deutéronome, Premier livre de Samuel, Jérémie et Jonas. Outre pour Abraham et Jonas, l'expression ibri(m) est principalement employée dans deux contextes : le séjour des Israélites en Égypte et lors des guerres avec les Philistins, où le mot est utilisé quand les Israélites sont considérés comme des étrangers et en situation de précarité. Mais lorsque des Juifs s'adressent à d'autres peuples, ils se donnent aussi le nom d'Hébreux (Jonas). Le terme est aussi employé par des étrangers (Égyptiens, Philistins) pour parler des Israélites. Il est utilisé dans l'histoire de Joseph ( 37-50) et au début de l'Exode où il désigne les Israélites réfugiés en Égypte :

« Les Égyptiens accablèrent les enfants d'Israël de rudes besognes. […] Le roi d'Égypte s'adressa aux sages femmes hébreuses »

— Exode 1.13-15
Dans le Premier livre de Samuel, les Philistins parlent des Israélites avec une connotation négative en les désignant par le terme d'Hébreux :

« Les Philistins concentrèrent toutes leurs troupes à Aphek, tandis qu'Israël était campé près de la source qui est à Jezreël. [...] Les chefs des Philistins dirent: "Qu'est-ce que ces Hébreux ?" »

— 1Samuel 29.1-3
En dehors des deux contextes précédents, on trouve la mention des Hébreux dans les lois du livre de l'Exode sur l’esclave hébreu (Ex 21) et son parallèle dans le Deutéronome (Dt 15), repris dans le livre de Jérémie (Jr 34,9-14). Il y existe aussi deux mentions isolées dans le livre de la Genèse (« Abram l'hébreu » Gn 14,13 ) et dans le livre de Jonas (« je suis hébreu » Jon 1,9).

Représentations antiques d'Hébreux
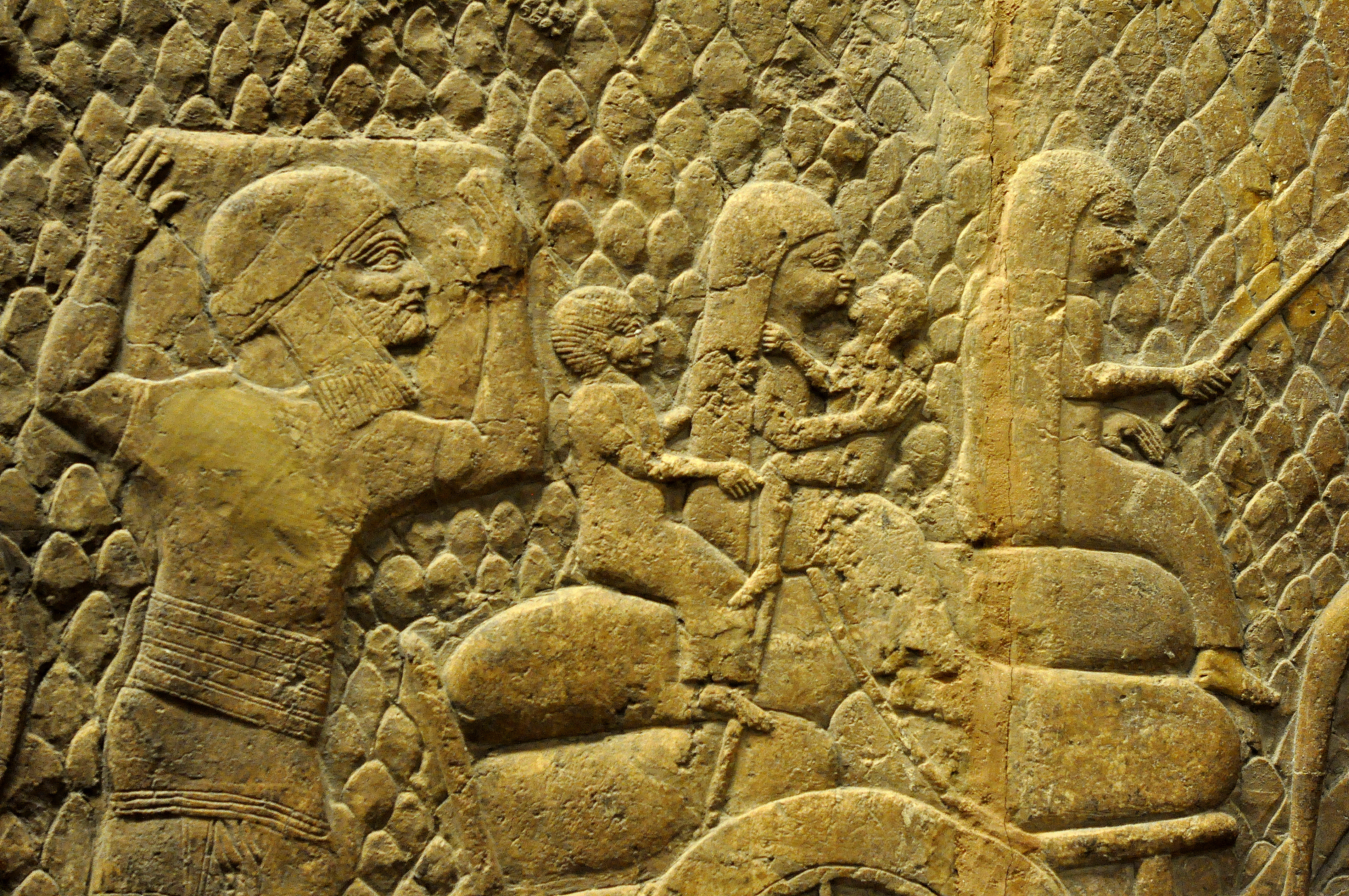
Prisonniers de Judée déportés en exil vers d'autres parties de l'empire assyrien. Relief mural du palais sud-ouest de Ninive (gouvernorat de Ninive en Irak, Mésopotamie), période néo-assyrienne, 700-692 avant notre ère (British Museum, Londres).
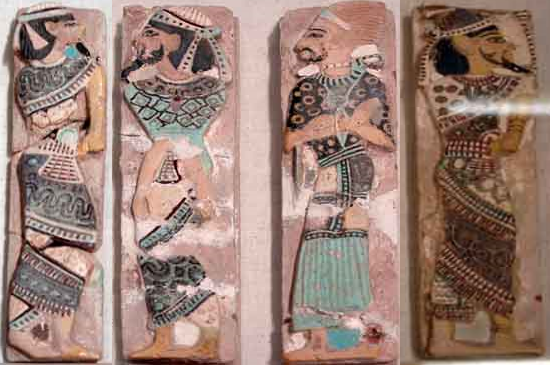
(en)Tuiles égyptiennes figurant des prisonniers (chefs cananéens et shasous en captivité) de Ramsès III, 1189-1077 avant J.C. La plupart des archéologues considèrent les Hébreux comme des réfugiés cananéens locaux et peut-être des Shasous s'installant dans les collines.(Musée égyptien du Caire)
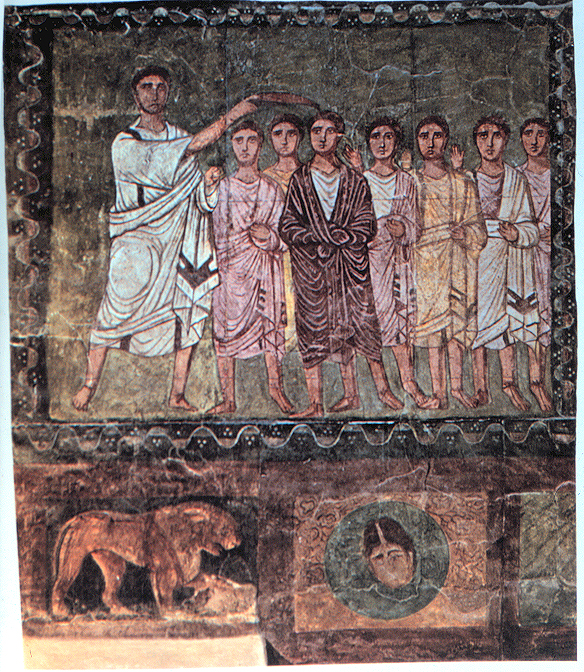
Représentation d'anciens Hébreux (Samuel et David) dans la synagogue Dura-Europos à Doura Europos (province de Syrie), IIe et IIIe s.

Dans la Bible, le champ d'application particulier du terme « hébreu » n'en fait pas un synonyme pour « israélite ». Il s'applique à des situations particulières pour désigner des étrangers ou des marginaux. Au IIe siècle, dans la traduction araméenne de la Bible, le Targoum Onkelos, cet usage particulier n'est pas conservé. Les occurrences de ibri sont traduites de trois manières différentes. Pour les récits de patriarches de la Genèse, ibri est transcrit par « hébreu » (עבריאה (ivriah)). Les autres occurrences sont simplement traduites par le terme contemporain juif יהודאי (yehudaï)) ou par israélite (בר ישראל (bar israel)) dans le cas de l'esclave hébreu. Cependant dans la tradition juive, le Midrash Rabba sur l'Exode a  identifié le contexte particulier de l'emploi d'« hébreu ». Pour lui, le nom « Israël » implique l'idée de respect alors que le nom « hébreu » est un nom dépréciatif utilisé par les Égyptiens (Exode Rabba 5.19).
Dans la littérature post-biblique, il devient un synonyme d'Israélites.
Longtemps, les historiens d'obédience chrétienne ont rejeté, en totalité ou partiellement, l'histoire des Hébreux, les deux millénaires d'existence nationale d'Israël et même la langue parlée et écrite, l'hébreu, la considérant comme langue de clergé. Seuls, les résultats de la recherche archéologique enlèvent tout sérieux à ces conceptions.

## Étymologie
« Hébreu », en hébreu עברי (ʽivri) peut venir de la racine du verbe עבר (avar), qui signifie passer. Selon cette étymologie, les Hébreux seraient « ceux qui passent », les errants, ou  de « ceux par-delà le fleuve », venant d'un district au-delà du Jourdain ou de l'Euphrate. Selon S. Encel : « selon l'étymologie retenue par la tradition — mais qui divise les savants — le terme fait référence au passage, à la traversée (des frontières), ce qui se prête bien au périple des Patriarches et à celui du désert. »
Le nom « hébreu » peut aussi dériver du patriarche Eber (ʽÉvèr), arrière-petit-fils de Sem d'après le livre de la Genèse (Genèse 10,24-25) et ancêtre lointain d’Abraham (Genèse 11,14-28). Dans les généalogies bibliques, Eber est l’ancêtre de différents peuples sémitiques, dont les Araméens. Dans la Bible, les Hébreux désignent cependant spécifiquement les Israélites.

## D'après les historiens

Le Proche-Orient au moment des Lettres d'Amarna, dans la première moitié du

Zones d'activités répertoriées selon les Lettres d'Amarna.

En 1886, on découvrit dans les Lettres d'Amarna datées du XIVe siècle av. J.-C. les premières mentions des Apirou dans la correspondance d'un roi de Canaan qui demande assistance au pharaon égyptien contre des bandes assaillant ses villes. Un vif débat eut lieu sur la possibilité d'un rapprochement avec le terme biblique « Hébreux », `bry. Certains recherchent alors l'origine du terme dans le mot akkadien ḫabiru, aussi attesté sous les formes ḫapiru et ʿapiru, qui désigne des populations déclassées, vagabondes, vivant aux marges des sociétés urbaines du Proche-Orient antique et notamment à Canaan (voir Apirou).
Mais cette étymologie est contestée, car elle fait face à des incertitudes linguistiques qui empêchent de confirmer que les deux termes soient liés. Sur cette base, A. Rainey a conclu qu'il n'y a pas de lien entre Hébreux et Apirou : « Il n’y a aucune raison d’assimiler de tels ʿapîru aux Hébreux d’Égypte, ni socialement, ni historiquement, ni surtout linguistiquement !. » Pour Olivier Rouault, « le terme de Hapirou/Habirou a fait couler beaucoup d'encre, en partie en raison de sa ressemblance avec le nom des Hébreux, avec lequel il semble finalement n'avoir qu'un rapport lointain ». Au fur et à mesure de la découverte de textes mentionnant les Apirou, il devint clair que le terme n'a rien d'un lien ethnique et qu'on les retrouvait dans l'ensemble du croissant fertile. Les textes décrivent une classe sociale inférieure, souvent composée de hors-la-loi, de mercenaires et d'esclaves en fuite. Ainsi certains commentateurs voient le terme Apirou comme un terme à connotation sociale décrivant des personnes marginales. Nadav Na'aman, se basant en partie sur les textes de Mari, conclut que le terme se réfère à des migrants, notant que « c'est l'acte de migration, plutôt qu'un statut spécifique lié à leur adaptation aux conditions de leur nouvel environnement, qui définit l'appellation Habirou dans les sociétés asiatiques du deuxième millénaire ».
L'équivalence stricte des termes n'est plus recherchée, mais les historiens continuent à admettre un lien plus ou moins proche et font comme vu plus haut du terme biblique ʿibrîm « Hébreux » un dérivé de ḫabiru/ʿapiru. K. A. Kitchen, sans admettre le lien étymologique entre les deux termes, considère cependant qu'il y a des analogies évidentes dans les comportements des deux groupes tels qu'ils ressortent des textes. Pour A. Lemaire, « il est difficile de ne pas rapprocher les deux termes. Les origines du peuple « hébreu » semblent donc se situer dans le cadre plus général du mouvement des ̮Habiru-ʽApirû de la seconde moitié du IIe millénaire avant notre ère. » Pour N. P. Lemche, « il est prématuré de voir les Hébreux de l'Ancien Testament comme des descendants directs des Habiru, mais l'emploi du terme indique que les anciens Israélites sont originaires du creuset d'éléments ethniques et sociaux qui existait à la fin de l'âge du bronze. »
N. Na'aman propose une solution évolutive, un transfert littéraire de Habiru, un terme social dont le sens premier serait l'acte de migration, vers le terme Hébreux (ʿibrîm) dans la Bible hébraïque, qui s'en serait progressivement séparé : désignant au départ des Israélites dans une situation exceptionnelle, de migrants ou d'esclaves, ou opprimés dans un pays étranger, puis employé pour désigner des Israélites (en l'occurrence, David et sa bande) quand ils sont mentionnés par des Philistins dans un sens dépréciatif, avant de désigner les Israélites per se. Il note que son emploi dans la Bible est donné le plus souvent par des ennemis dans un contexte péjoratif. Ainsi, s'il est impossible que tous les Apirou fussent des Hébreux, il se peut que ces derniers aient été vus comme des Apirou par leurs opposants.
Pour William G. Dever, il n’y a jamais eu d’invasion militaire du territoire de Canaan par une armée d'Hébreux organisée sur le modèle des armées égyptiennes ou mésopotamiennes.

## Évolutions du sens du terme: une langue et un peuple
Progressivement le terme « Hébreux » évolue pour désigner les Israélites et Juifs en tant qu'ethnie, et désigner la langue qu'ils parlent. La chronologie de cette évolution ne peut être reconstituée avec certitude. Le sens ethnique du terme apparaît dans des livres deutérocanoniques. Dans le Livre de Judith (10.12, 12.11 et 14.18), connu par des versions en grec, le terme Ἑβραῖος a un sens ethnique. Dans le Deuxième livre des Macchabées, le terme a également un sens ethnique. Le Livre des Jubilés, pseudépigraphe daté du IIe siècle av. J.-C., emploie le terme pour désigner la langue des Hébreux. D'autres occurrences du terme dans un sens ethnique et linguistique sont également attestées pour les décennies précédant l'ère chrétienne, ce qui semble plaider en faveur d'un usage croissant. Ces usages se retrouvent ensuite dans le Nouveau Testament (par exemple Actes 21.40, II Cor. 11.22), chez Philon d'Alexandrie, et Flavius Josèphe qui parle de langage hébreu (Ἑβραῖον διάλεκτον, Antiquités I.36) et de peuple hébreu (Ἑβραῖον γένος, Antiquités, II.216). Certains soutiennent que ces usages sont alors répandus aussi bien chez les auteurs juifs que chrétiens, alors que d'autres considèrent que leur usage est limité, et surtout liés à la littérature chrétienne et peu répandus chez les auteurs juifs.
De fait le terme « Hébreux » devient ensuite un synonyme courant de « Juifs » dans les langues occidentales, à partir des traditions gréco-romaine et chrétienne. Il est notamment souvent employé par les spécialistes des études bibliques pour désigner les descendants d'Abraham évoluant dans le Proche-Orient ancien. En revanche, son usage dans ce sens est très peu répandu dans la littérature juive en dehors du contexte biblique.
Quant à l'emploi du mot « hébreu » tel qu'il est utilisé à l'époque moderne pour désigner la langue hébraïque — jusqu'alors plutôt désignée par le terme yehûdît, « judéen » ou « juif », employé par la Bible — il ne se répand dans la littérature juive en hébreu qu'à partir de l'époque médiévale, emprunt fait à l'arabe.